# Royaume médiéval d'Albanie
Pour les articles homonymes, voir Royaume d'Albanie.

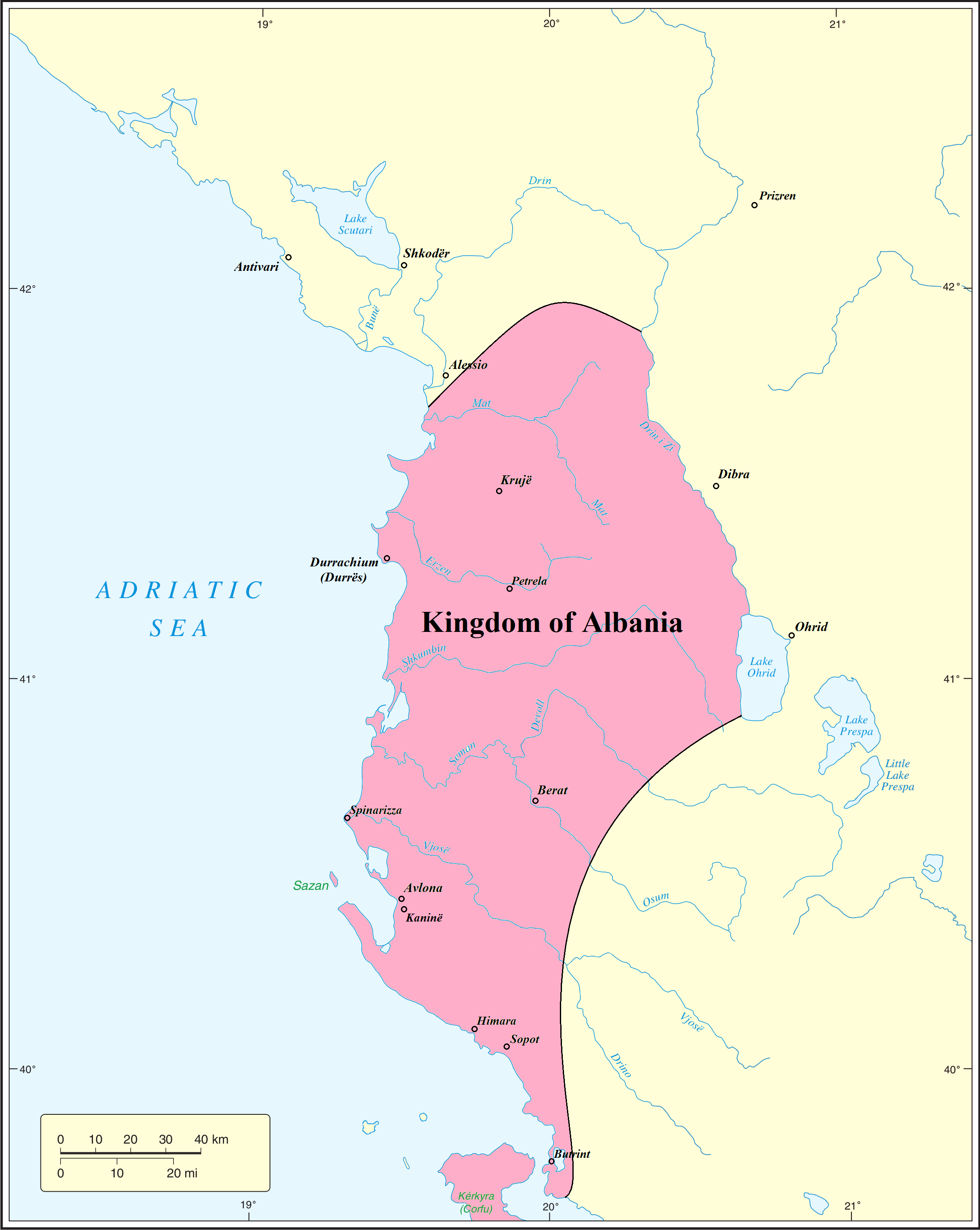
Le royaume médiéval d'Albanie à sa plus grande extension (1272-1274)

Le royaume médiéval d’Albanie (en albanais : Mbretëria e Arbërisë ; en latin : Regnum Albaniae) fut créé en 1272 par Charles d’Anjou avec l’aide de la noblesse locale en regroupant les territoires conquis l’année précédente sur l’Empire byzantin. Il s’étendait de la région de Durazzo (en latin Dyrrachium, en italien Durazzo, aujourd’hui Durrës) vers le sud le long de la côte jusqu’à Butrint. Une poussée pour étendre ses frontières en direction de Constantinople échoua lors du siège de Berat (1280-1281). Une controffensive byzantine s’ensuivit qui repoussa les Angevins en 1281. Les vêpres siciliennes affaiblirent la position de Charles et bientôt le territoire qu’il contrôlait ne s’étendit plus que sur une bande de terre aux alentours de Dyrrhachium. Les Angevins parvinrent toutefois à s’y maintenir jusqu’en 1368 alors que la ville fut prise par Karl Thopia. En 1392, le fils de ce dernier la remit aux Vénitiens.

## Contexte historique
Au cours du conflit qui opposa le despotat d’Épire à l’Empire de Nicée en 1253, Golem, le seigneur de Krujë en Albanie, s’était, au départ, allié avec l’Épire. Ses troupes avaient occupé la région de Kostur pour empêcher les forces de l’empereur nicéen Jean Vatatzès d’occuper Devoll. Ce dernier parvint à persuader Golem de changer de clan et conclut un traité avec lui, s’engageant à respecter son autonomie. La même année, le despote d’Épire Michel II signa un traité de paix avec les Nicéens par lequel il reconnaissait l’autorité de ces derniers sur la Macédoine et l’Albanie. La forteresse de Krujë fut alors remise à Nicée dont l’empereur reconnut les anciens privilèges de la ville et en concéda de nouveaux, privilèges qui furent plus tard confirmés par son successeur Théodore Lascaris.
Les Nicéens reprirent le contrôle de Durrës en 1256 des mains de Michel II. Georges Akropolites tenta de recouvrer la région d’Arbanon pour le compte des Byzantins au cours de l’hiver 1256-1257. La région perdait ainsi son autonomie et une nouvelle administration s’y imposa, contrairement à ce qu’avaient promis les Nicéens précédemment. Ceci provoqua une révolte des dirigeants albanais; Michel II dénonça le traité de paix signé avec Nicée. Avec l’appui de forces albanaises il attaqua les villes de Dibra, Ohrid et Prilep. Profitant de la situation, Manfred de Hohenstaufen, roi de Sicile, se lança à la conquête de l’Albanie. Ses forces, conduites par Philippe Chinard, capturèrent Durrës, Berat, Vlorë, Spinarizza ainsi que les territoires avoisinants ainsi que la région côtière de Vlorë à Butrint. Devant faire face à la perspective de mener une guerre sur deux fronts, le despote Michel II négocia avec Manfred dont il devint l’allié. Il reconnut l’autorité de Manfred sur les régions capturées et donna à celui-ci la main de sa fille Hélène. Lesdites régions devinrent alors la dot apportée par Hélène lors du mariage,.
Après la défaite de Michel II et de Manfred contre les forces de l’Empire de Nicée lors de la bataille de Pélagonia, les forces nicéennes commandées par Jean Paléologue continuèrent leur avance, capturant l’ensemble des domaines conquis par Manfred à l’exception de Durrës. Toutefois, en septembre 1261, Manfred monta une nouvelle expédition qui lui permit de reprendre tout le territoire perdu en Albanie, territoire qu’il conservera jusqu’à sa mort en 1266. Redevenu maitre de la région, Manfred respecta l’autonomie et les privilèges de la noblesse locale : il intégra les nobles albanais dans son administration, tel Andrea Vrana, capitaine-général et gouverneur de Durrës et de la région voisine d’Arbanon. Il utilisa également des troupes albanaises dans ses campagnes d’Italie. Philippe Chinard fut nommé gouverneur-général d’Albanie; initialement basé à Corfou, Chinard déménagea son quartier général à Kanina, le plus grand centre de la région de Vlorë où il épousa une parente de Michel II.

## Histoire

### Création du royaume

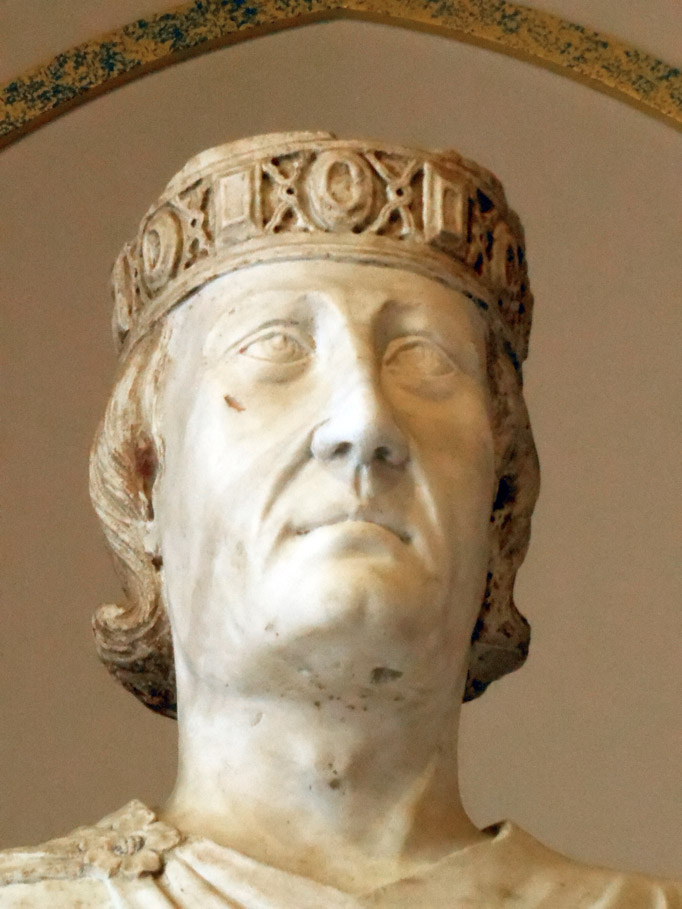
Statue de Charles d’Anjou (Palais royal de Naples)

La bataille de Bénévent opposa le 26 février 1266, les Siciliens du roi Manfred de Hohenstaufen aux Français et Provençaux de Charles d'Anjou. Ce dernier remporta la victoire qui fut bientôt suivie du traité de Viterbe par lequel les droits de Manfred sur l’Albanie furent transférés à Charles , ainsi que les droits sur les territoires latins du despotat d’Épire et de la Morée. Lorsqu’il apprit que Manfred était mort à la bataille de Bénévent, Michel II fit assassiner Philippe Chinard, gouverneur-général nommé par Manfred, mais il ne put s’emparer des domaines de celui-ci, car les nobles et les commandants de Manfred refusèrent de lui livrer les terres situées en Albanie. Ils firent la même réponse à l’envoyé de Charles, Gazo Chinard en 1267 lorsque, en vertu des articles pertinents du traité de Viterbe, ce dernier vint réclamer la cession des territoires albanais de Manfred.
Après l’échec de la huitième croisade, Charles d’Anjou tourna à nouveau son attention vers l’Albanie, commençant à contacter les chefs albanais par l’entremise du clergé catholique local. Deux prêtres catholiques, Gjon de Durrës et Nicola d’Arbanon, agirent comme intermédiaires et firent en 1271 plusieurs voyages en Albanie. Ils réussirent dans leur mission, si bien que le 21 février 1272, une délégation formée de membres de la noblesse et de la population de Durrës se rendit à la cour de Charles où celui-ci signa un traité avec eux en fonction duquel il fut déclaré « roi d’Albanie [...] par le consentement unanime des évêques, comtes, barons, soldats et citoyens ». En retour, il promettait protection à ceux-ci et respect des privilèges qui avaient été les leurs sous l’Empire byzantin. Le traité créait une union personnelle du royaume d’Albanie (Regnum Albaniae) et du royaume de Sicile sous la couronne de Charles d’Anjou, « Dei Gratia Rex Siciliae et Albaniae ». Gazo Chinard fut nommé Vicaire Général. En 1272 et 1273, Charles, qui espérait toujours reprendre la croisade contre Constantinople, envoya vivres et munitions aux villes de Durrës et Vlorë. Ceci alarma l’empereur byzantin Michel VIII qui contacta les nobles albanais, tentant de les convaincre de cesser leur appui à Charles d’Anjou et de rallier plutôt la cause byzantine. Les récipiendaires se hâtèrent plutôt d’envoyer les lettres de l’empereur à Charles qui les félicita de leur loyauté à son égard. Les espoirs de l’empereur byzantin Michel VIII se fondaient en grande partie sur celles du pape Grégoire X qui voulait en arriver à une réunification des Églises grecque et latine dans le but de pouvoir lancer une nouvelle croisade. Pour y arriver le pape convoqua un concile à Lyon en 1274; il tenta de former un consensus pour l’élection d’un empereur du Saint-Empire romain germanique tout en ordonnant à Charles de cesser ses opérations qui, en s’aliénant l’empereur byzantin, nuisaient aux efforts en vue de la réunification des Églises.
Malgré les promesses faites à la noblesse locale, Charles d’Anjou imposa un régime militaire en Albanie. L’autonomie et les privilèges coutumiers furent « de facto » abolis et de nouvelles taxes promulguées. Les terres de seigneurs albanais furent confisquées au profit de seigneurs angevins et les nobles albanais exclus de l’administration du nouveau royaume. Dans un effort pour forcer la coopération de ces seigneurs, Charles alla jusqu’à prendre en otages leurs fils. Ceci engendra une haine générale à son endroit et bientôt des nobles albanais commencèrent à contacter Michel VIII qui leur promit de respecter leurs privilèges traditionnels.

### Offensive byzantine

L’Empire byzantin sous Michel VIII en 1265.

Profitant du mécontentement généralisé en Albanie et du fait que le pape avait interdit une nouvelle offensive de Charles contre Constantinople, Michel VIII saisit l’occasion pour lancer une campagne fin 1274. Aidées par la noblesse albanaise, les forces byzantines s’emparèrent d’abord de Berat, puis de Butrint. En novembre 1274, le gouverneur local devait annoncer à Charles Ier que celles-ci assiégeaient maintenant Durrës. Bientôt ce fut au tour de la ville portuaire de Spinarizza de tomber aux mains des Byzantins; Durrës et ses environs ainsi que les régions de Krujë et Vlorë demeuraient les seules possessions de Charles en Albanie. Encore, ces deux villes étaient-elles isolées et ne pouvaient communiquer entre elles que par la mer, mais celle-ci était contrôlée par les forces navales byzantines maintenant établies à Spinarizza et Butrint. Charles ne conservait plus que l’ile de Corfou ,.
Michel VIII devait remporter une nouvelle victoire, religieuse celle-là, en acceptant au Concile de Lyon de 1274 la réunification des Églises, même si la chose était loin de faire l’unanimité au sein de sa propre administration. Pour sa part, certain d’avoir eu gain de cause, le pape Grégoire X (r. 1271-1276) interdit solennellement à Charles tout acte agressif à l’endroit de l’Empire byzantin; il ne restait plus à Charles qu’à négocier une trêve avec l’empereur.

### Controffensive angevine

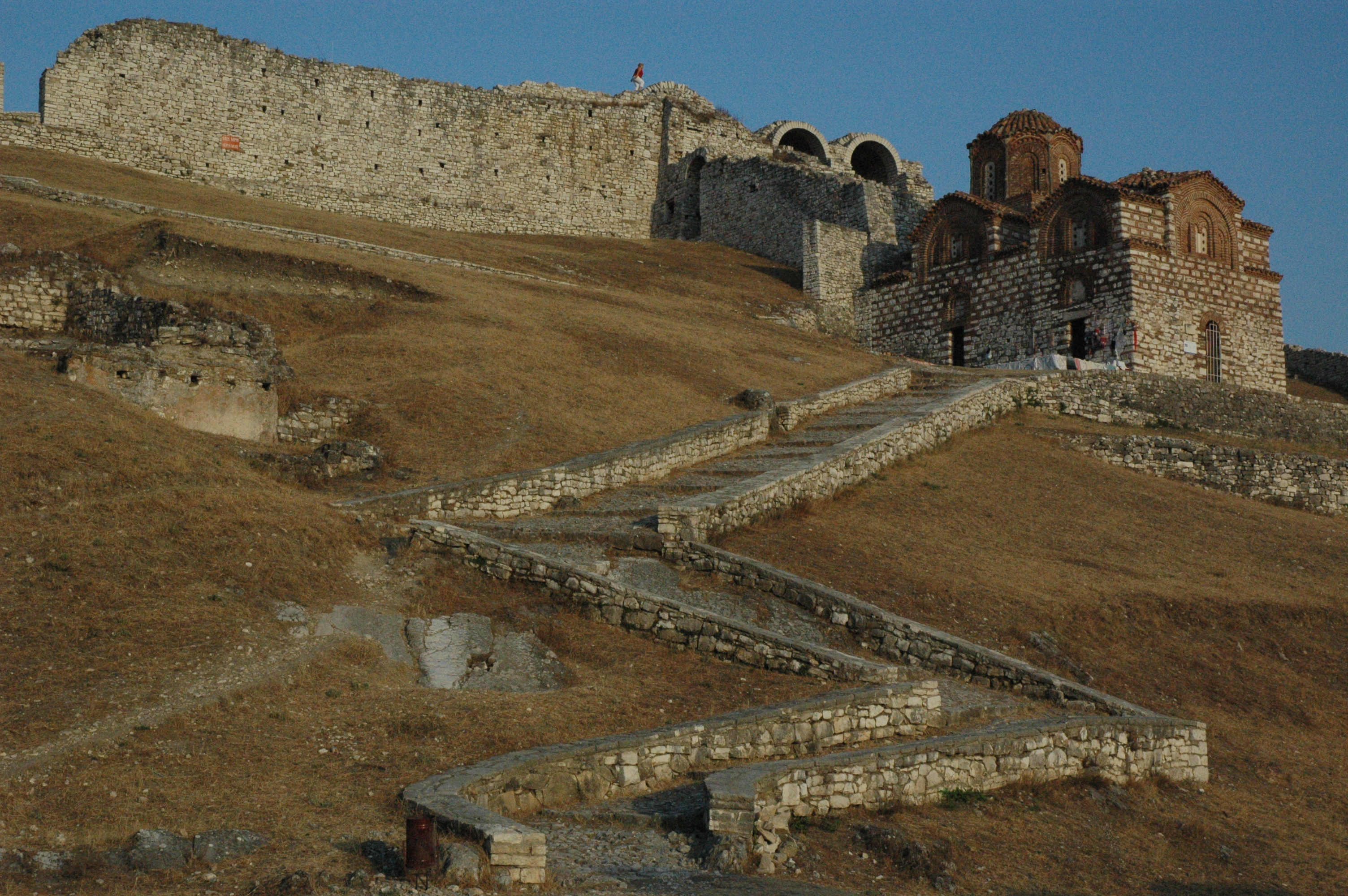
L’entrée de la citadelle de Berat incluant l’église byzantine de la Trinité (XIIIe siècle).

La présence byzantine à Butrint alarma Nicéphore Ier Comnène Doukas, despote d’Épire, voisin de l’Albanie. Il contacta à la fois Charles d’Anjou et son vassal, Guillaume II de Villehardouin, alors prince d’Achaïe. Nicéphore promit de se déclarer vassal de Charles en échange de territoires en Achaïe. En 1278, ses forces s’emparèrent de Butrint et, tenant parole, Nicéphore faisait allégeance à Charles en mars 1279, lui abandonnant les forteresses de Sopot et de Butrint et, en témoignage de bonne foi, confiant son propre fils en otage au gouverneur de Vlorë. Une échange d’ambassades eut lieu, mais Charles sans attendre la fin des formalités ordonna à son capitaine et vicaire-général de Corfou de s’emparer non seulement de Butrint, mais aussi de tous les territoires ayant dans le passé appartenu à Manfred et maintenant situés dans le despotat d’Épire.
En même temps, Charles s’employa à tisser un réseau d’alliances dans le but de monter une nouvelle offensive qui viserait Thessalonique d’abord, Constantinople ensuite. À cette fin, il s’allia aux souverains de Serbie et de Bulgarie. Il tenta également de se rallier la noblesse albanaise, acceptant après de nombreuses requêtes de libérer des prisons napolitaines nombre de nobles albanais ayant été accusés de complicité avec les forces byzantines au nombre desquels Gjin Muzaka, Dhimitër Zogu et Gujem Blinishti. Parmi ceux-ci, Gjin Muzaka était particulièrement important parce que sa famille possédait de nombreuses terres autour de Berat. Ceux-ci furent donc libérés, mais durent envoyer leurs fils à Naples comme otages.
Au mois d’aout 1279, Charles d’Anjou nommait Hugo de Sully au poste de capitaine et vicaire-général d’Albanie, de Durrës, Vlorë, Sopot, Butrint et Corfou, tout en commençant les préparatifs de la controffensive angevine. Matériel militaire et soldats furent envoyés à Sully qui avait entretemps conquis Spinarizza et en avait fait son quartier général. Le premier but de l’expédition était de reconquérir Berat sous contrôle byzantin depuis 1274. Le pape tenta tant bien que mal de ralentir les préparatifs de Charles à qui il avait interdit d’attaquer l’Empire byzantin. Toutefois, Nicolas III (r. 1277-1280) mourut en aout 1280 et, pendant six mois, la papauté demeura vacante, donnant à Charles toute liberté d’accélérer ses préparatifs. À l’automne 1280 il donna à Hugo de Sully ordre de se mettre en mouvement. En décembre, les forces angevines avaient capturé les environs de Berat et assiégeaient la forteresse.

### Controffensive byzantine

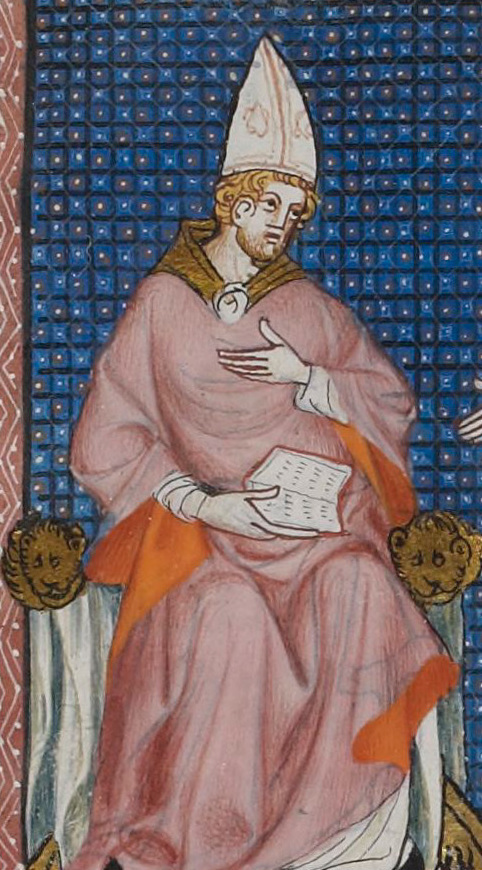
Le pape Martin IV, élu avec l’aide de Charles d’Anjou (Bibliothèque nationale de France, Français 5716, fol. 9 verso.)

L’empereur byzantin espérait que le pape interdirait à ses adversaires de l’attaquer. Toutefois, en février 1281, Charles d’Anjou réussit une victoire diplomatique en imposant, contre la faction des Orsini, un pape français, Simon de Brion qui prit le nom de Martin IV (r. 1281-1285). Le peuple de Rome ne l’entendait pas de cette façon et interdit que son couronnement y ait lieu. Le pape, maintenant installé à Orvieto, nomma alors Charles d’Anjou « sénateur de Rome » et, sur ses insistances, excommunia l’empereur Michel VIII, accordant le qualificatif de « croisade » à l’expédition que Charles planifiait contre celui-ci.
La situation s’avérait difficile pour Michel VIII ; en dépit de cela il décida de venir au secours de la garnison de Berat assiégée. En mars 1281, une armée byzantine qui comprenait également des mercenaires turcs arriva près de Berat. Elle avait comme instructions d’éviter toute bataille rangée et de se concentrer sur des embuches et des raids. C’est lors d’une telle embuche qu’elle parvint à capturer le commandant Hugo de Sully, ce qui jeta la panique dans les rangs de l’armée angevine laquelle se débanda. Seule une partie des forces parvint jusqu’au fort de Kaninë encore aux mains des Angevins où elle trouva refuge. L’armée byzantine continua alors son avance, assiégeant les bases de Vlorë, Kaninë et Durrës, mais sans parvenir à les capturer. Les nobles albanais de la région de Krujë s’allièrent alors à l’empereur byzantin qui leur concéda immédiatement une charte de privilèges pour eux et leur évêché.

### Le traité d’Orvieto

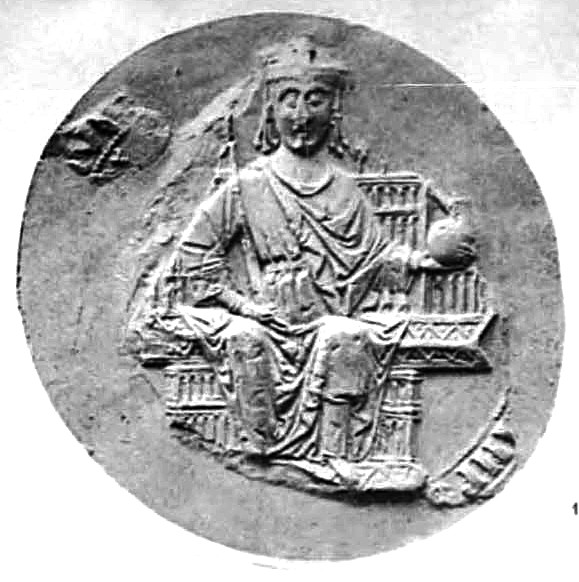
Philippe de Courtenay, prétendant au trône de l’Empire latin de Constantinople.

L’échec de l’expédition de Hugo de Sully convainquit Charles d’Anjou qu’une invasion de l’Empire byzantin par voie terrestre était irréaliste. Changeant de stratégie, il imagina une invasion navale. Il s’allia alors avec Giovanni Dandolo, doge de Venise, et Philippe de Courtenay, prétendant à l’empire latin de Constantinople. Avec l’appui du pape Martin IV il conclut un traité, dit traité d’Orvieto, dont le but était le renversement de l'empereur Michel VIII Paléologue et la restauration de la domination latine tant civile qu’ecclésiastique sur un nouvel empire latin de Constantinople. Si les alliés parvenaient à leurs fins, le pape verrait l’unité des Églises restaurée sous son autorité pendant que Venise verrait ses privilèges commerciaux rétablis à Constantinople.
En vertu de ce traité, Philippe et Charles devaient fournir 8 000 hommes de troupe et de cavalerie ainsi qu’un nombre suffisant de navires pour les transporter jusqu’à Constantinople. Philippe, le doge de Venise, Charles lui-même ou son fils, Charles prince de Salerne, participeraient en personne à l’expédition. En pratique, il revenait à Charles de fournir les troupes, Philippe n’ayant pratiquement aucune ressource personnelle, alors que les Vénitiens fourniraient quarante galères pour accompagner les forces d’invasions. L’expédition devait quitter Brindisi au plus tard en avril 1283. Une fois restauré sur le trône de l’Empire latin, Philippe devait confirmer les conditions du traité de Viterbe et les privilèges concédés à Venise y compris le titre du doge en tant que « dominator d’une quart et d’un huitième de l’Empire » .
Un second document prévoyait l’organisation d’une expédition d’avant-garde. Charles et Philippe devaient fournir quinze navires et dix transports de troupes avec environ trois cents hommes et leurs chevaux. Les Vénitiens les accompagneraient avec quinze navires de guerre pendant une période de sept mois. Ces forces auraient comme mission d’engager le combat contre Michel VIII et les « autres occupants » de l’empire latin (possiblement les Génois) et se réuniraient à Corfou le 1er mai 1282 ouvrant ainsi la voie à l’invasion de l’année suivante.
Les deux traités furent signés par Charles et Philippe le 3 juillet 1281 et furent ratifiés par le doge de Venise le 2 aout 1281.

### Les Vêpres siciliennes

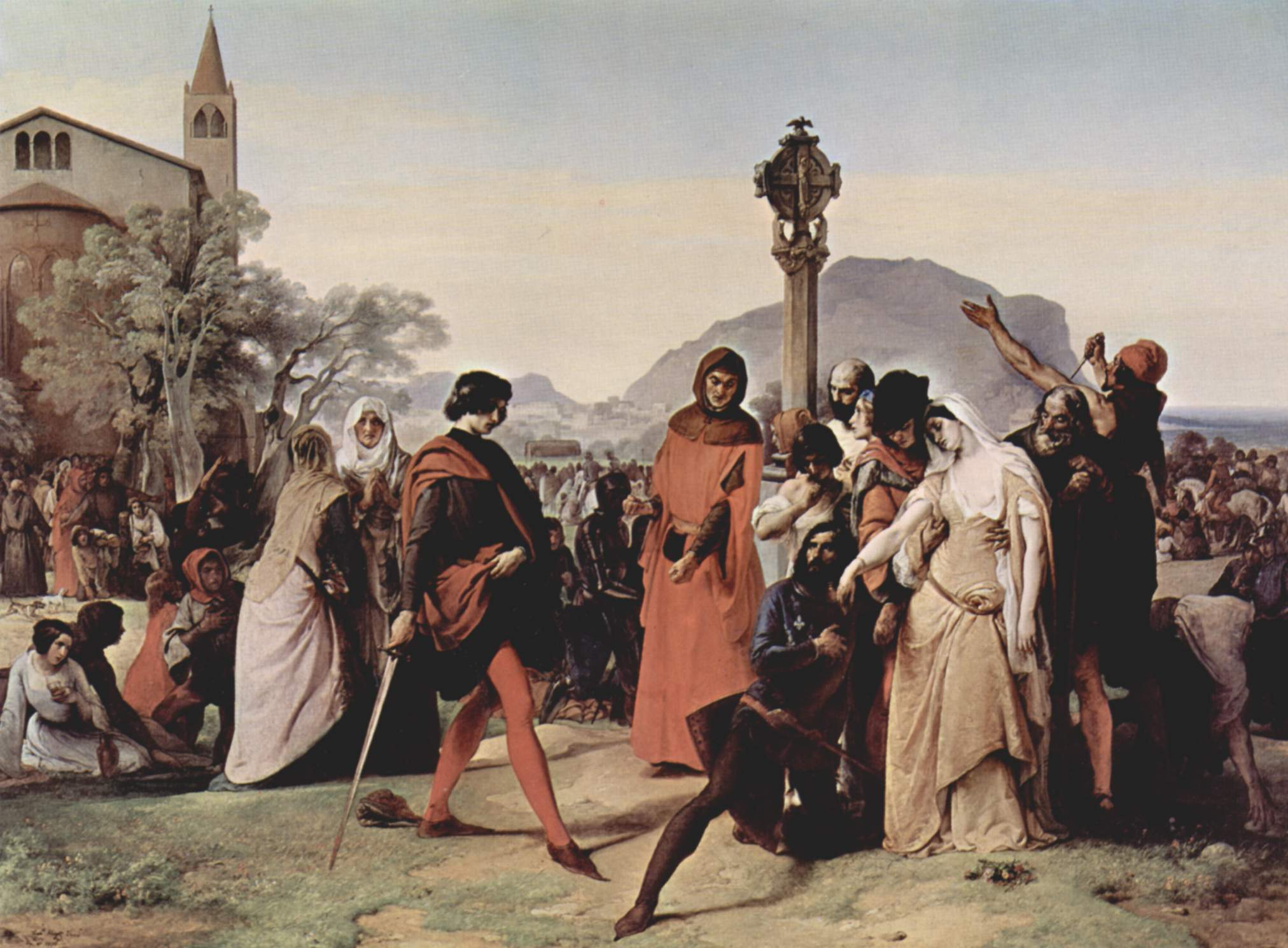
Les « Vêpres siciliennes » selon un tableau de Francesco Hayez, 1846.

Ces plans devaient toutefois être arrêtés lors des « Vêpres siciliennes ». Le jour de Pâques 1282, la population locale de Sicile commença à attaquer les forces françaises d’occupation. Cette révolte se répandit comme un feu de poudre à travers l’ile et atteignit le port de Messine où était assemblée la flotte que Charles d’Anjou voulait utiliser pour son expédition contre Constantinople. Charles tenta de mâter la révolte, mais le 30 aout, Pierre III d’Aragon, dont la femme, Constance, était l’héritière légitime du trône de Sicile vint au secours des rebelles et débarqua en Sicile. En septembre, les Angevins avaient perdu la Sicile et Charles de Salerne (fils de Charles d’Anjou) fut capturé par les forces aragonaises lors de la bataille du golfe de Naples. Il était encore prisonnier lorsque son père mourut le 7 janvier 1285. Ce dernier lui léguait tous ses domaines en héritage, bien qu’à ce moment ils soient encore aux mains des Catalans. Charles de Salerne devait demeurer prisonnier jusqu’en 1829.

### Les aléas du royaume après Charles d’Anjou

#### Perte de Durrës

La préfecture moderne de Durrës dont les limites correspondent à peu près à celles du royaume après Charles Ier d’Anjou.

La résistance angevine devait se poursuivre pendant quelques années à Kaninë, Durrës et Vlorë. Toutefois, Durrës tomba aux mains des Byzantins en 1288 et, la même année, l’empereur Andronic II Paléologue (r. 1282 – 1329) renouvela les privilèges concédés par son prédécesseur aux Albanais de la région de Krujë.
Corfou et Butrint demeurèrent possessions angevines au moins jusqu’en 1292. La dernière forteresse à être capturée par les Byzantins fut celle de Kaninë qui tomba probablement en 1294. En 1296 le roi serbe Stefan Uroš II Milutin prit possession de Durrës; trois ans plus tard, Andronic II devait lui donner en mariage sa fille Simonis et les terres conquises par Stefan furent considérées comme la dot de celle-ci.

#### Retour aux Angevins
Même s’ils avaient perdu la domination effective de Durrës, les Angevins maintinrent leurs prétentions au trône du royaume d’Albanie. Les droits passèrent ainsi de Charles Ier à son fils Charles II d’Anjou, lequel à son tour les passa en 1294 à son fils, Philippe Ier, prince de Tarente. Ce dernier épousa en novembre de la même année la fille du despote d’Épire Nicéphore Ier, renouvelant ainsi l’alliance entre les deux États. Il dut abandonner ses plans pour reconquérir son royaume en 1299 lorsqu’il fut fait prisonnier par Frédéric II de Sicile à la bataille de Falconaria. Néanmoins, dès sa libération en 1802, il reprit ses revendications et se prépara à reprendre les préparatifs pour la reprise du royaume. Il se gagna l’appui des catholiques albanais qui préféraient avoir un prince italien catholique comme souverain plutôt qu’un serbe ou grec orthodoxe, ainsi que celui du pape Benoit XI. Les Serbes furent ainsi chassés de la ville de Durrës à l’été 1304 par les citoyens et les nobles de la cité qui firent allégeance aux Angevins en septembre. Philippe et son père, Charles II, se hâtèrent alors de renouveler les anciens privilèges dont avaient joui la noblesse et le peuple de la ville. Charles II devait du reste accroitre les exemptions de taxes et d’impôts en 1305.
Le territoire sur lequel régnait Philippe de Tarente n’englobait plus que ce qui est aujourd’hui la préfecture de Durrës. Dans une tentative pour réduire les tensions entre les maisons royales d’Anjou et d’Aragon, les territoires angevins d’Albanie et d’Achaïe furent offerts en échange du royaume de Sicile (aussi appelé royaume de Tricacrie) appartenant à Frédéric II; les négociations s’échelonnèrent sur plusieurs années, mais furent finalement abandonnées en 1316.

### Duché de Durazzo

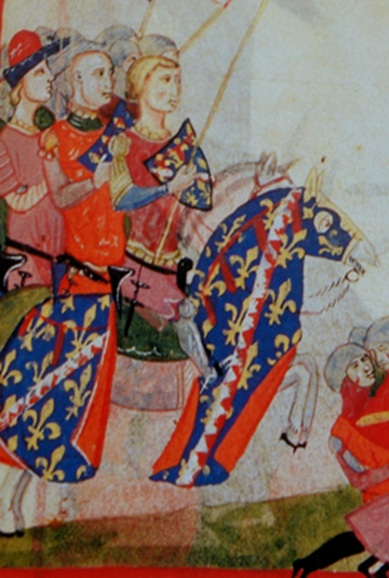
Philippe Ier, prince de Tarente, prince d’Achaïe, roi d’Albanie, despote de Romanie.

À la mort de Philippe de Tarente en 1332 ses prétentions à divers héritages furent reprises par certains membres de la famille d’Anjou. Les droits sur le « duché de Durazzo », i.e. Durrës et l’ensemble du « royaume d’Albanie » furent concédés à Jean d’Anjou avec la somme de 5 000 livres d’or . Après sa mort en 1336, ses territoires d’Albanie furent hérités par son fils, Charles de Durazzo.
Pendant ce temps toutefois diverses familles albanaises avaient commencé à consolider leur pouvoir effectif sur la région. Deux d’entre elles étaient particulièrement puissantes : la famille Thopia dont les domaines étaient situés en Albanie centrale entre les rivières Mat et Shkumbin et la famille Muzaka entre les rivières Shkumbin et Vlorë . Craignant l’avance des Serbes qui progressaient dans leur direction, ces familles crurent bon de s’allier avec les Angevins, lesquels avaient également besoin de leur alliance pour la protection du royaume d’Albanie. Toutefois, si Charles de Durazzo rencontra certains succès contre les Serbes , ceux-ci contrôlaient la presque totalité de l’Albanie en 1346.
À la même période Charles se trouva impliqué dans les querelles opposant les différentes branches de la maison d'Anjou. En avril 1343, Charles avait épousé Marie de Calabre, comtesse d’Albe, sœur de la reine Jeanne de Naples . Lorsque son grand-père, le roi Robert, mourut le 20 janvier 1343, Jeanne hérita du royaume de Naples. Elle avait été mariée à André de Hongrie alors que celui-ci n’était âgé que de six ans; malgré les protestations de Louis Ier de Hongrie et de la mère de celui-ci, Élizabeth, Jeanne s’opposa à ce que son mari soit couronné roi de Naples lorsqu’elle-même serait couronnée reine, estimant être la seule héritière de son grand-père. Le jeune prince âgé de 17 ans fut assassiné à Aversa le 18 septembre 1345 ; Jeanne épousa moins d’un an plus tard son autre cousin et amant Louis de Tarente, dont la famille était sans doute l'instigatrice du meurtre. Louis de Hongrie, résolut de venger son frère cadet et attaqua le royaume de Naples en 1347. Charles voulut se rapprocher de Louis, mais ce dernier le croyant complice du meurtre d'André, s’empara de celui-ci, le fit condamner à mort et décapiter.

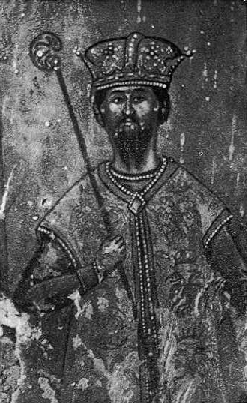
Karl Thopia d’après une peinture murale du monastère d’Ardenica.

La lutte continua entre la famille royale de Serbie et la famille Thopia. La Serbie avait atteint son apogée territoriale sous Stefan Uroš IV Dušan (r. 1331-1355), mais son royaume commença à se désintégrer dès sa mort. Profitant de la faiblesse de son successeur, Stefan Uroš V, dit le faible, (r. 1355-1371) Karl Thopia enleva Durrës aux Angevins en 1368 grâce à l’appui des citoyens de la ville ; il tenta de conclure une alliance avec Louis Ier de Hongrie, qui cherchait à étendre sa suzeraineté sur la Bosnie, la Moldavie, la Valachie et parties de la Bulgarie et de la Serbie. Celui-ci le confirma dans les possessions qu'il possédait à Durrës et dans ses environs avec le titre de « comte d’Albanie ». En 1376, Louis d’Evreux, fils cadet de Philippe III de Navarre, qui avait hérité par sa seconde épouse Jeanne , du duché de Durazzo et revendiquait dès lors le royaume d’Albanie, s’empara de Durrës qu’il ne tarda pas à perdre aux mains de Thopia en 1383.
En 1385, la ville de Durrës fut conquise par une autre famille albanaise rivale des Thopia, celle des Balšić, qui lui disputait le contrôle de la région du lac de Shkodër. Thopia appela alors les Turcs à l’aide et put défaire les troupes de Balšis à la bataille de Savra (ou bataille de la Vjosë). Il s’y maintint jusqu’à sa mort en 1388 alors que son héritage fut divisé entre son fils Gjergi (Georges) qui hérita de Durrës et sa fille Hélène qui hérite de Krujë. Dans la dernière décennie de son gouvernement, Karl avait conclu une alliance étroite avec Venise, privilégiant ses commerçants en retour d’une protection navale; en 1392, Gjergi dut remettre la ville de Durrës et ses environs à la république de Venise .

## La société

### Gouvernement
Le royaume d’Albanie demeura toujours une entité distincte du royaume de Naples. Le pouvoir s’y exerçait sous forme de gouvernement militaire. À la tête des organes gouvernementaux situés à Durrës se trouvait un « capitaine » ayant statut de vice-roi et portant généralement le titre de « capitaneus et vicarius generalis » qui commandait également l’armée, aidé par des officiers dits « marescallus in partibus Albaniae » .
Les ressources financières venaient principalement de la production de sel et du commerce ; ils restaient en Albanie et allaient au « thesaurius Albaniae ». Le port de Durrës et le commerce étaient essentiels à la survie financière du royaume. Le port avait à sa tête un prothontius et la flotte avait son propre commandant.
À mesure que le territoire du royaume se restreignait, les capitaines-généraux perdirent progressivement leurs pouvoirs pour devenir simplement les gouverneurs de Durrës et de ses environs. En même temps, le rôle de la noblesse locale s’accroissait et les Angevins intégrèrent ses membres dans la structure militaire du gouvernement, spécialement durant la deuxième moitié de son histoire. Lorsque Philippe de Tarente revint en 1304, un noble albanais, Gulielm Blinishti, fut nommé pour la première fois commandant des forces armées avec le titre de « marascallum regniae Albaniae ». En 1318, un autre noble albanais, Andrea I Muzaka lui succéda. Durant la même période, les Angevins attribuèrent d’autres titres de noblesse occidentaux aux membres de la noblesse locale,. De la sorte, et même si les Angevins tentèrent d’installer un système de gouvernement centralisé, les villes albanaises disposèrent d’une large autonomie.

### Religion

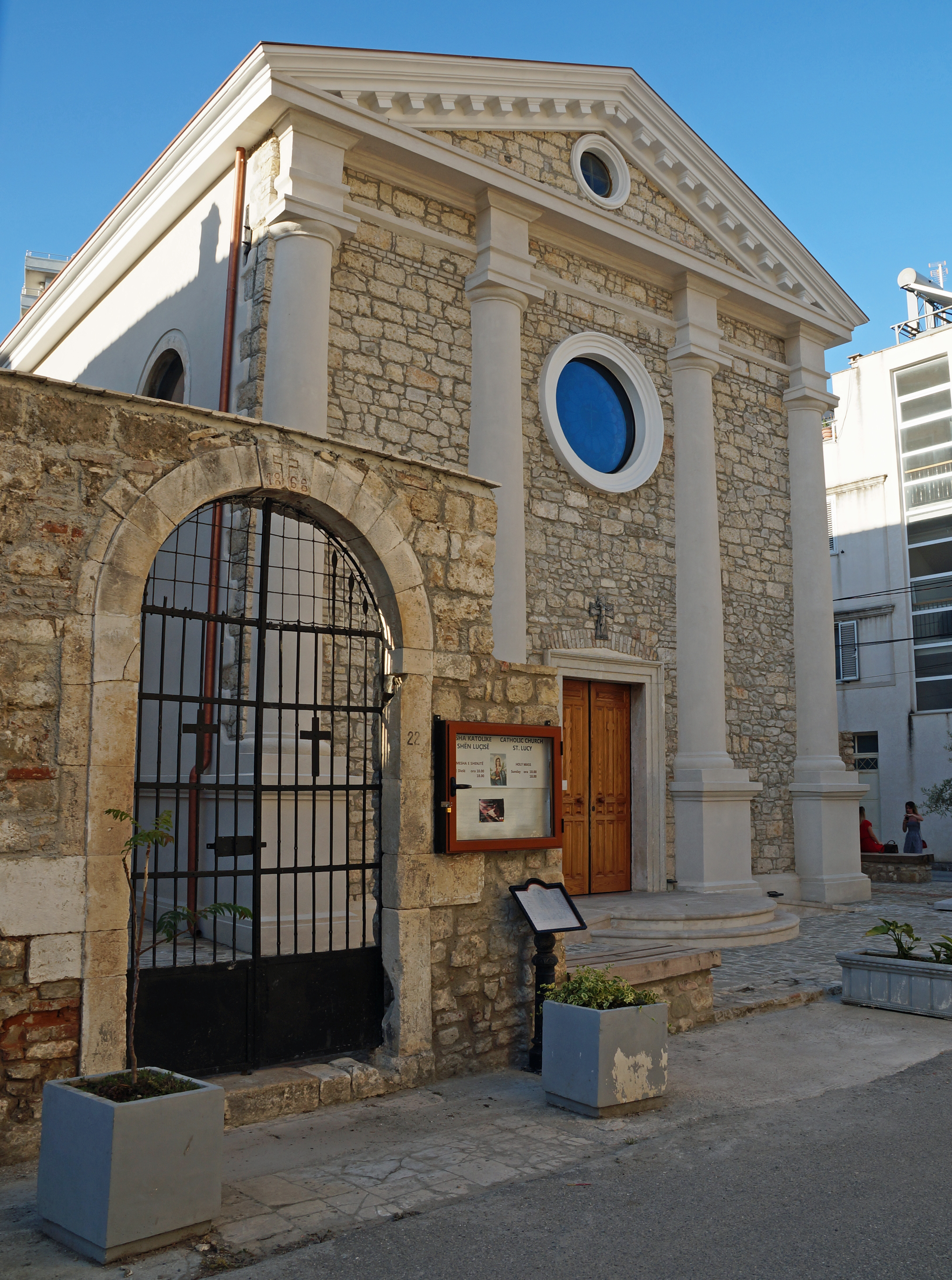
La cathédrale catholique Sainte-Lucie de Durrës après rénovations.

L’évolution religieuse du royaume suivit son évolution politique. Dépendant des endroits, des évêques catholiques, grecs, serbes et bulgares se répartissaient les diocèses d’Antivari, de Durrës, d’Ohrid et de Nicopolis. Du fait que le roi était catholique, cette confession se voyait privilégiée, non seulement à Durrës, mais aussi dans d’autres parties du pays.
Jusqu’à la séparation des Églises catholique et orthodoxe en 1054, l’archidiocèse de Durrës était le principal évêché du pays avec une quinzaine d’évêques suffragants. Après le schisme, il continua sous sa forme orthodoxe en dépit des efforts de l’Église catholique pour y imposer le rite latin. L’Église romaine parvint à ses fins après la conquête de Constantinople par les croisés en 1204. En 1208, un archidiacre fut nommé archevêque latin de Durrës. Mais dès 1214 et la reconquête de Durrës par le despotat d’Épire, l’archevêque latin fut remplacé par un métropolite orthodoxe. Après la mort de celui-ci en 1225, le siège fut disputé entre plusieurs métropolites. Un archevêque nicéen fut nommé en 1256, mais ne put jamais prendre possession de son siège, la ville étant capturée par Manfred en 1258.
Après la création du royaume d’Albanie en 1272 la structure politique catholique du pays permit l’élaboration d’un projet visant la diffusion du catholicisme dans les Balkans. Ce plan avait la faveur d’Hélène d’Anjou, cousine de Charles d’Anjou et épouse du roi Stefan Uroš Ier qui gouvernait à l’époque les territoires du nord de l’Albanie. Une trentaine de monastères et églises catholiques furent construits durant son règne en Serbie et en Albanie; de nouveaux évêchés furent créés dans le nord du pays grâce au concours d’Hélène d’Anjou.
En Albanie même, Durrës redevint catholique dès 1272; d’autres territoires suivirent son exemple comme Butrint qui, quoique dépendant de Corfou, devint catholique et le restera pendant tout le XIVe siècle. La même chose se reproduisit à Vlorë et Krujë . De nouveaux diocèses catholiques furent créés; nombre d’églises et de monastères furent fondés, plusieurs ordres religieux venant s’établir dans le pays. Des missionnaires envoyés par le pape firent de nombreuses conversions dans le centre et le nord. Bientôt un grand nombre de clercs firent partie des institutions catholiques dalmates .
Cependant à Durrës, le rite byzantin parvint à se maintenir après la conquête angevine. Cette double structure jeta une certaine confusion dans la population et un visiteur de l’époque décrivit les Albanais comme « ni entièrement catholiques, ni entièrement schismatiques ». Pour mettre fin à l’ambigüité religieuse le pape Benoit XI ordonna aux Dominicains de s’établir dans le pays pour y éduquer la population selon le rite latin. Des prêtres dominicains furent également consacrés évêques de Vlorë et de Butrint.
Parmi les ordres religieux opérant en Albanie se trouvaient des Franciscains, des Carmélites, des Cisterciens et des Prémontrés. Différents papes choisirent parmi ces ordres divers candidats pour devenir évêques, selon leurs préférences entre ces ordres religieux.
Krujë devint un important centre de diffusion du catholicisme romain. Son évêché avait été catholique depuis 1167. Il dépendait directement du pape, lequel consacrait lui-même son évêque. La noblesse albanaise entretenant de bonnes relations avec la papauté, elle commença bientôt à avoir voix déterminante dans le choix des évêques.
Le catholicisme romain fut refoulé à l’arrière-plan lorsque Stefan Dušan régna sur l’Albanie. Le rite latin, qualifié d’ « hérésie latine » par le code promulgué par Dušan, était frappé d’interdit. Toutefois la persécution des Albanais catholiques avait déjà commencé avant la promulgation de ce code.
La diffusion du catholicisme romain devait atteindre son apogée entre 1350 et 1370. Le nombre d’évêchés dans le pays s’établit alors à environ dix-sept, lesquels agirent non seulement comme promoteurs de la réforme catholique à l’intérieur de l’Albanie, mais aussi comme centre de diffusion missionnaire dans les pays voisins avec l’appui du pape.

### Propriété terrienne
Bien que les Angevins aient tenté d’importer le système féodal existant en Europe de l’Ouest, la pronoia byzantine demeurait le système de propriété dominant en Albanie. En fonction de ce système, l’empereur byzantin attribuait à un individu, au lieu d’une solde ou d’un salaire, les revenus fiscaux et économiques rattachés à une terre ; ce dernier, le pronoiaire, devenait alors responsable des taxes frappant les revenus de cette terre. Il s’agissait d’un bien inaliénable et, jusqu’au début du XIIIe siècle, non héréditaire que l’empereur pouvait révoquer à sa guise.
Aux XIIIe siècle et XIVe siècle les pronoiaires acquirent de plus en plus d’autonomie, accumulant privilèges et attributs au détriment de l’autorité centrale. Les bénéfices qu’ils tiraient de leurs terres ne cessèrent de croitre et les pronoiaires commencèrent à lever pour eux-mêmes des taxes qui devaient normalement revenir à l’État. Ils commencèrent également à exercer une autorité administrative appartenant normalement à l’État comme de se doter d’ouvriers, de gardes, de soldats, voire même de juges. Il devint courant au XIIIe siècle pour les pronoiaires d’arbitrer de petits délits, puis progressivement de juger des crimes plus graves, affaiblissant ainsi l’autorité de l’État.
Au XIVe siècle la pronoia ressemblait beaucoup au système féodal courant en Europe de l’Ouest : elle était devenue héréditaire, pouvait être divisée ou même vendue. Instituée au départ pour encourager l’enrôlement militaire en donnant des terres aux soldats, elle ne remplissait plus que rarement ce rôle. Les pronoia étaient devenues de larges domaines que travaillaient des fermiers engagés par de riches pronoiaires venant de Durrës, Shkodër et Drisht. Des citoyens de Durrës possédaient des pâtures jusqu’à la montagne voisine de Temali. La division des terres, leur transmission en héritage et même leur vente étaient devenues chose courante.
Tout comme en Europe et dans l’Empire byzantin, une pronoia était composée des terres du seigneur et de celles des paysans. Ces dernières étaient souvent composées de parcelles souvent éloignées les unes des autres, alors que celles des seigneurs s’agrandissaient par l’incorporation de parcelles voisines.
En dehors des pronoia, les institutions religieuses comme les monastères et les évêchés possédaient leurs propres domaines. Contrairement à la pratique en vigueur au XIIe siècle où ces domaines étaient concédés par l’autorité du souverain, celles des siècles suivants devinrent plutôt le fait de grands et petits propriétaires terriens, de telle sorte qu’au début du XIVe siècle monastères et évêchés se trouvaient possesseurs de grandes surfaces agricoles dont elles tiraient une grande partie de leurs ressources, l’autre venant d’objets d’artisanat et d’autres activités. Une source importante de revenus était les taxes prélevées en nature ou en argent, revenus dont une partie allait à Rome ou à Constantinople suivant que le diocèse ou le monastère était catholique ou orthodoxe.
La prospérité de la société reposait ainsi sur les épaules des fermiers. On distinguait, outre les fermiers ordinaires, propriétaires de leur parcelle, les fermiers « libres » et les « étrangers ». Ces derniers n’avaient pas de terre en propre, ne pouvaient dès lors être enregistrés, et leurs gains étaient à la merci d’un employeur éventuel. Souvent toutefois ils parvenaient à acquérir une parcelle de terrain, devenaient payeurs de taxes et étaient à leur tour assimilés aux fermiers ordinaires.
Les taxes étaient élevées, surtout lorsqu’il fallait soutenir un effort de guerre, mais différaient selon la nature des terrains. De même le système de paiement des taxes en nature ou en espèces variait; toutefois, le renforcement de l’autorité de la noblesse au XIIIe siècle au détriment du pouvoir central contribua à favoriser les paiements en argent. Ce renforcement s’accrut jusqu’au XIVe siècle alors que les nobles s’approprièrent non seulement les terrains situés dans les plaines, mais aussi ceux situés en montagne. Les possessions de type féodal commencèrent également à inclure des biens communaux, tels les forêts, les pâtures et les bassins piscicoles. Cette évolution, particulièrement évidente alors que déclinait la puissance de Constantinople, contribua à convertir le système de la pronoia en un système féodal similaire à celui pratiqué en Occident.

### Les villes

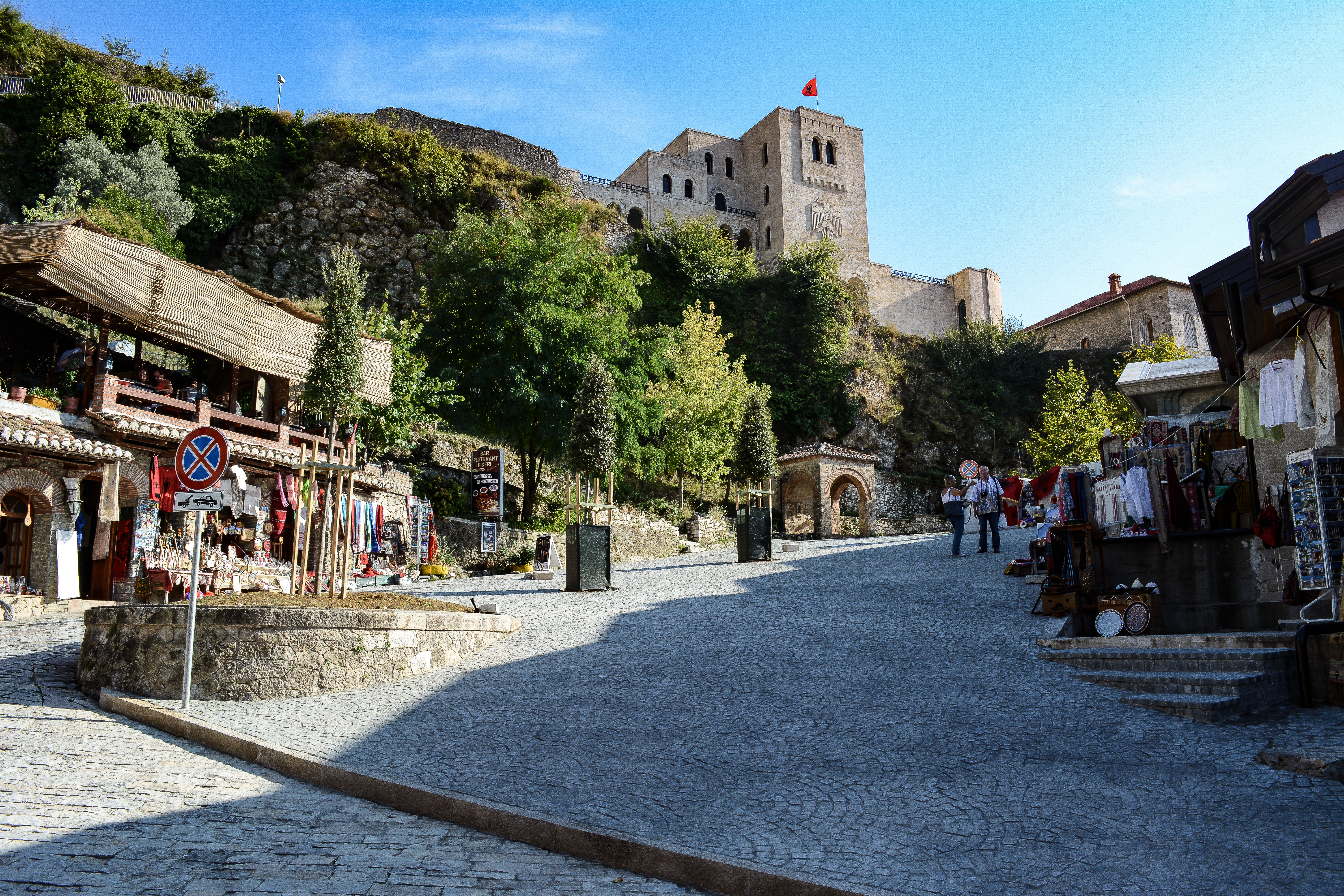
La ville de Krujë, capitale de la principauté d’Arbanon au Moyen-Âge.

Le XIIIe siècle vit aussi la transformation de plusieurs villes, jusque-là forteresses militaires, en centres urbains. Ne pouvant contenir la nouvelle population à l’intérieur des murailles existantes, de nouveaux quartiers s’édifièrent hors de celles-ci appelés proastion ou suburbium et devinrent d’importants centres économiques où se faisait le commerce et où les artisans avaient leurs échoppes. Par la suite, ces quartiers eux-mêmes furent englobés dans de nouvelles murailles.
Cette population subit une forte croissance dans la première moitié du XIVe siècle. Celle de Durrës était estimée à 25 000 habitants et attirait nombre de fermiers du voisinage qui devaient payer un droit pour s’y établir ou travailler pour la commune. Plusieurs propriétaires terriens préféraient également vivre en ville qu’à la campagne où ils pouvaient mieux surveiller leurs intérêts, surtout s’ils devenaient magistrats municipaux.

### Architecture

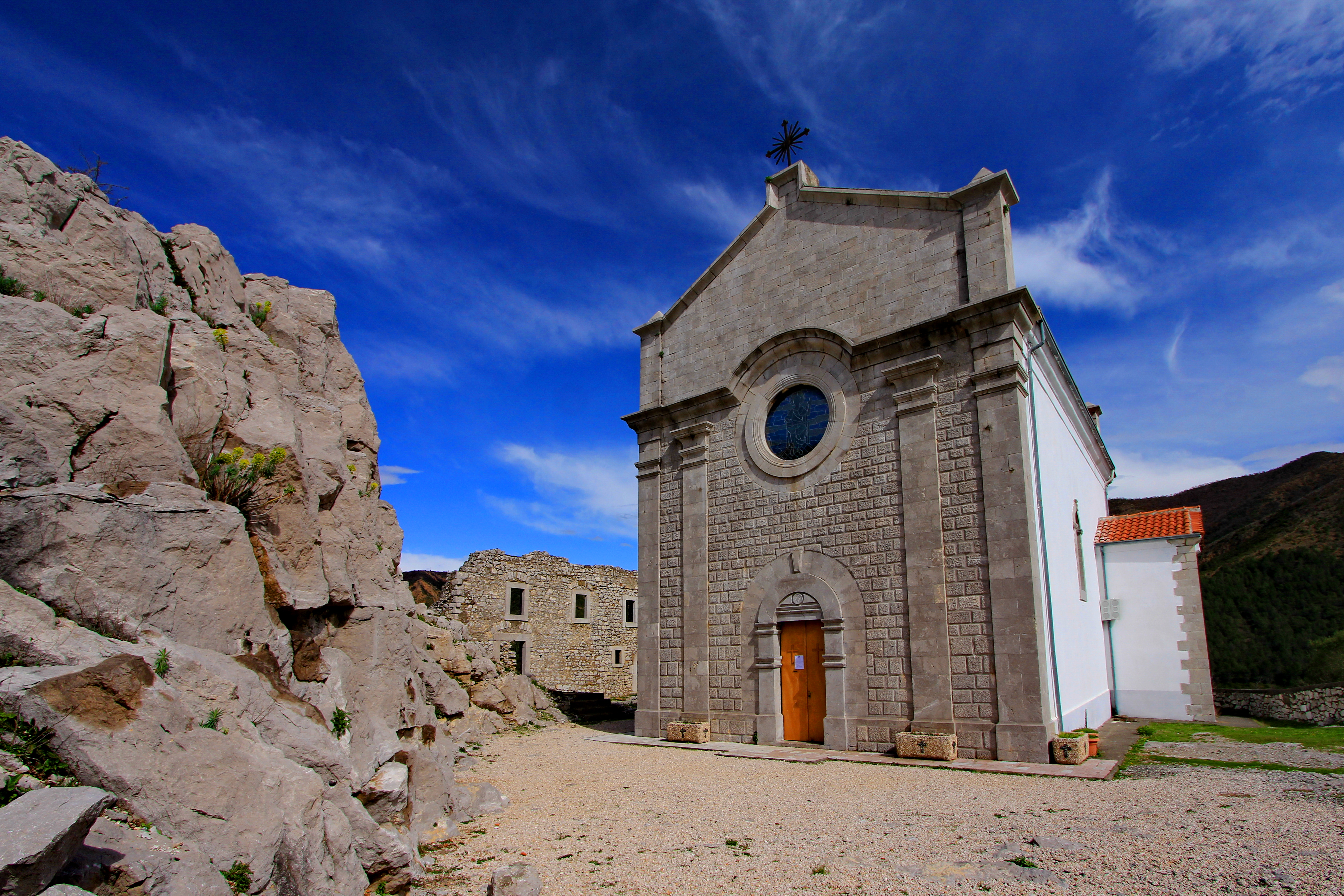
Église catholique de Rubik restaurée.

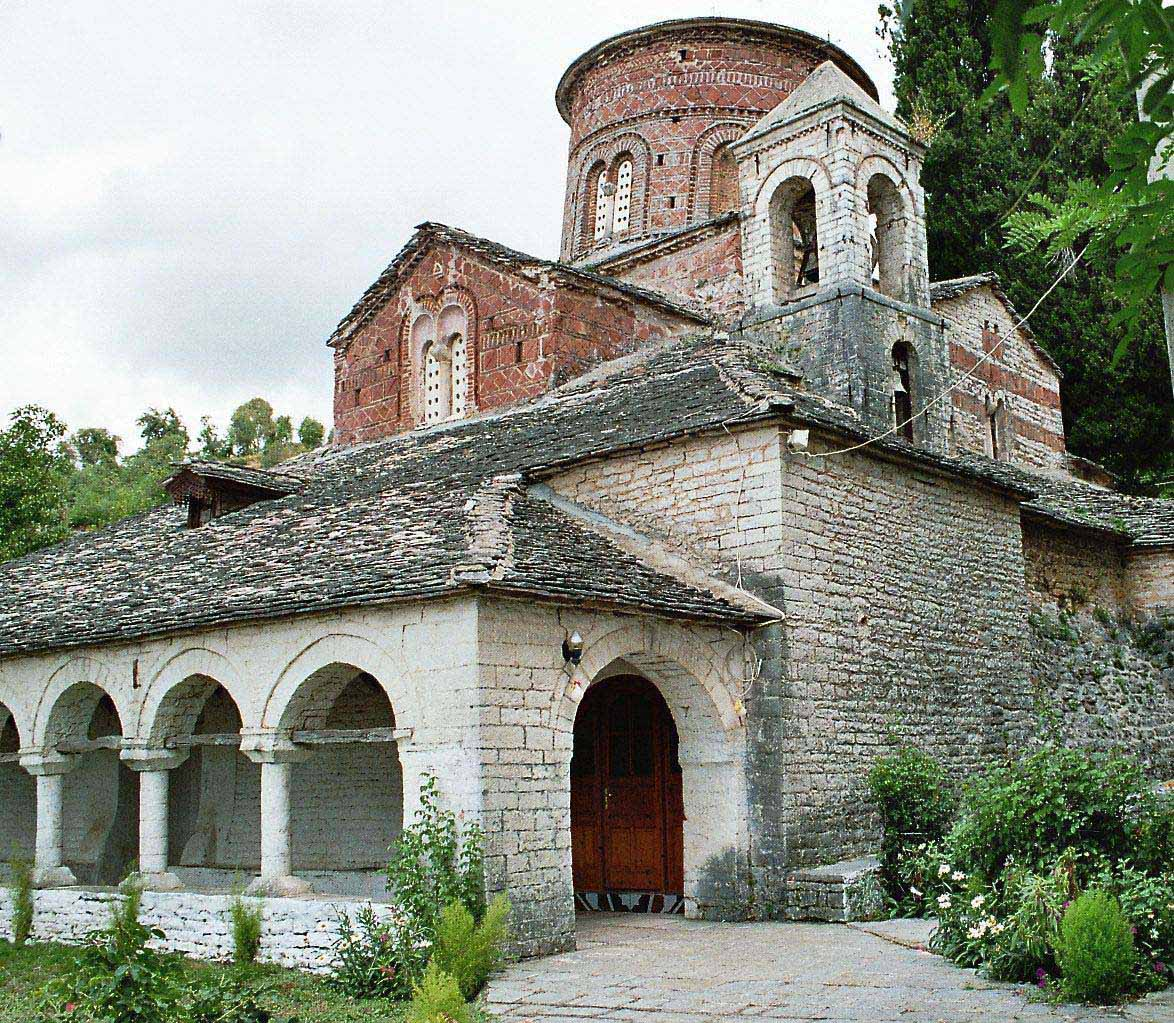
Église byzantine de Notre-Dame, à Labovë e Kryqit

La propagation du catholicisme apporta dans le nord et le centre de l’Albanie le développement d’églises de style gothique. Toutefois, Durrës et ses environs possédaient à la fois des églises catholiques et orthodoxes dont le style architectural était propre à chaque confession. Les églises de type européen se caractérisaient par un axe longitudinal orienté est-ouest et des absides circulaires ou rectangulaires. Parmi les monuments de cette période, les plus notables sont l’église du monastère Shirgj près de Shkodër, l’église de la Vierge Marie de Vau i Dejës, datant du XIIIe siècle, ainsi que l’église de Rubik datant du XIIe siècle. Cette architecture de type occidental se répandit également dans les régions de l’ouest du pays où se trouvaient des seigneurs venant d’Europe de l’ouest.

## Liste des souverains

### Rois d’Albanie
- Charles Ier, 1272-1285
- Charles II, 1285-1294

Charles renonça à ses droits en Albanie en 1294, les transmettant à son fils, Philippe qui régna avec le titre de souverain (lord) du royaume d’Albanie.

### Souverains du royaume d’Albanie
- Philippe, 1294-1331
- Robert, 1331-1332

Philippe mourut le 26 décembre 1331 laissant sa succession à son fils, Robert. Toutefois, son oncle Jean refusa de lui rendre hommage en ce qui concernait la Principauté d’Achaïe. Jean accepta de voir ses droits sur le royaume amputé de cette principauté en retour d’une somme de 5 000 onces d’or. Jean prit alors le titre de duc de Durazzo.

### Ducs de Durazzo
- Jean, 1332-1336
- Charles, 1336-1348
- Joanna, 1348-1368
  - Louis, 1366-1368 et, après 1376 de droit par son épouse

En 1368, Durazzo tomba aux mains de Karl Topia qui fut reconnu par Venise à titre de prince d’Albanie.

### Capitaines et vicaires-généraux du royaume d’Albanie
Le titre latin de ces hauts-gradés était : « Capitaneus et vicaris generalis in regno Albaniaie.
- Gazo Chinard, 1272
- Anselme de Chaus, mai 1273
- Narjot de Tucy, 1274
- Guillaue Bernard, 23 sept. 1275
- Jean Vaubecourt, 15 sept. 1277
- Jean Sotto, mai 1279
- Hugues de Sully le Rousseau, 1281
- Guillaume Bernard, 1283
- Guy de Charpigny, 1294
- Ponzard de Tournay, 1294
- Simon de Mercey, 1296
- Guillaume de Grosseteste, 1298
- Geoffroy de Port, 1299
- Rinieri da Montefuscolo, 1301

### Maréchaux du royaume d’Albanie
Le titre latin de ces hauts-gradés était « Marescallus in regni Albaniae; Lala (2008) pp. 136, 138 ».
- Guillaume Bernard
- Philippe d’Artulla (Ervilla)
- Geoffroy de Polisy
- Jacques de Campagnol
- Andrea I Muzaka, 1279
- Gulielm Blinishti, 1304.